# Ми-8
Мил Ми-8 (название на НАТО: Hip) е съветски многоцелеви вертолет. Разработен е през 60-те години на XX век. Ми-8, заедно с износния му вариант Ми-17, е най-разпространеният вертолет в света, използван от близо 80 държави. Това е един от най-произвежданите вертолети

## История
Ми-8 е разработен от Московския вертолетен завод (ОКБ Мил) в началото на 1960-те години. Първият прототип (с 1 двигател) полита на 9 юли 1961, а вторият (с 2 двигателя) – на 17 септември 1962 г. Започва 5-годишен период на доработки.
Хеликоптерът е приет на въоръжение през 1967 г. Докато е все още в производство, конструкцията му е модернизирана няколко пъти.
Приет е на въоръжение в над 80 страни (считайки и износния вариант Ми-17), и е най-масовият многоцелеви хеликоптер в света заедно с американския Бел UH-1 (използван от над 50 държави).

## Използване

### Бойна употреба
- Съветска война в Афганистан (1979 – 1989) – от СССР
- Войната в Залива (1991) – от Ирак
- Първа чеченска война (1994 – 1996) – от Русия
- Сенепска война (1995) – от Перу
- Втора чеченска война (1999 – 2000) – от Русия
- Война в Ирак (2003) (2003 – 2004) – от коалиционните сили (предимно Полша)

### АЕЦ Чернобил
След Чернобилската авария много от тези машини са били използвани през април – май 1986 г., за да хвърлят след експлозията радиационно абсорбиращи материали над 4-ти реактор на Чернобилската атомна електроцентрала. Повечето от тях са силно облъчени и изоставени в гигантски склад за отпадъци (наречен „машинно гробище“) близо до гр. Чернобил. Един от тези вертолети се разбива в близост до централата, всички на борда загиват.

## Варианти на модели

### Прототипни и експериментални модели
- В-8 (по НАТО Hip-A) – първи едномоторен прототип
- В-8А – втори прототип, двумоторен
- В-8АТ – прототип на Ми-8Т
- Ми-8 (по НАТО Hip-B) – основен прототип
- Ми-8ТГ – преустроен за използване на газ като гориво
- Ми-18 – издължен прототип, използван от СССР в Афганистан и по-късно за тренировки

### Основни военни варианти
- Ми-8Т (по НАТО Hip-C) – първи серийно произвеждан модел. Има 4 гондоли за ракетни установки с ракети С-5, и е въоръжен с една картечница ПК.
- Ми-8ТВ – въоръжен с ракети вариант на Ми-8Т.
- Ми-8ТВГ (по НАТО Hip-E) – вертолет за огнева поддръжка, с две допълнителни гондоли за неуправляеми ракети, управляема картечница КВ-4 на носа, две 250-кг бомби и възможност за пренасяне на 2 ракети 3М11 Фаланга.
- Ми-8ТБГ (по НАТО Hip-F) – износен вариант на Ми-8ТВГ с 6 гондоли само за ракети Фаланга.

### Варианти за радиоелектронна борба
- Ми-8ИВ (по НАТО Hip-G) – въздушен команден пост с антени и доплеров радар на опашката.
- Ми-9 – износно означение за Ми-8ИВ.
- Ми-8ППА (по НАТО Hip-K) – въздушен радио и радарен заглушител с 6 Х-образни антени, само за износ.
- Ми-8ПД – полски въздушен команден пост.
- Ми-8ПС (по НАТО Hip-D) – въздушна радиостанция и команден пост.
- Ми-8СМВ (по НАТО Hip-J) – въздушен радарен заглушител за защита на щурмови самолети и вертолети от вражески зенитни системи.
- Ми-8ВПК (по НАТО Hip-D) – въздушен комуникационен пост.

### Други военни варианти
- Ми-8АВ – минополагащ вертолет
- Ми-8ВТ – минопочистващ вертолет
- Ми-8МБ – въздушна линейка
- Ми-8Р – разузнавателен вариант
- Ми-8К – вертолет за артилерийско разузнаване
- Ми-8ПТ – вертолет за офицерски транспорт
- Ми-8СКА – фоторазузнавателен вертолет
- Ми-8ТК – фоторазузнавателен вертолет
- Ми-8ТЗ – вертолет-цистерна

### Граждански варианти
- Ми-8Т (по НАТО Hip-C) – базов граждански вариант без оръжия
- Ми-8П – подобрен транспортен вертолет с места за до 32 пътници и с два двигателя Климов ТВ2-117А от по 1700 к.с.
- Ми-8С „Салон“ – официален транспорт с места за 9 до 11 пътници, с тоалетна.
- Ми-8МПС – вертолет за спасителни операции
- Ми-8МА – вертолет за полярни изследвания
- Ми-8МТ – въздушен кран
- Ми-8АТ – граждански транспортен вертолет
- Ми-8АТС – селскостопански вертолет с пръскачки
- Ми-8ТЛ – вертолет за разследване на въздушни инциденти
- Ми-8ТМ – транспортен вертолет с метеорологичен радар
- Ми-8ТС – транспортен вертолет, пригоден за пустинни условия
- Ми-8ВИП – луксозен транспорт за 7 до 9 пътници
- Ми-8ПА – пригоден за работа по японските държавни стандарти, 1 произведен и използван до 1993 за пренасяне на тежки товари.

## Оператори
вкл. Ми-17

### Военни
- Азербайджан – 13
- Албания – 1
- Алжир – 33 Ми-8 и 82 Ми-17
- Ангола – 47 Ми-8 и 10 Ми-17
- Армения – 9 Ми-8 и 3 Ми-17
- Афганистан – 15 Ми-8 и Ми-17
- Бангладеш – 43 Ми-17 и Ми-8
- Беларус – 98
- Босна и Херцеговина – 3
- Буркина Фасо – 5 Ми-8 и Ми-17
- Бутан – 7
- България – 18 Ми-17
- Венецуела – 2 Ми-17, планове за покупка на още
- Виетнам – 30
- Гана – 4 Ми-17
- Гвиана – неизв. брой
- Гвинея-Бисау – 1
- Грузия – 18
- Джибути – 3
- Египет – 42 Ми-8 и 20 Ми-17
- Еритрея – 2 Ми-8 и 1 Ми-17
- Естония – 2
- Етиопия – 12
- Замбия
- Индия – 220 Ми-8 и Ми-17
- Индонезия – 10 Ми-17
- Ирак – 30 Ми-17
- Иран – 52 Ми-8 и Ми-17
- Йемен – 40
- Казахстан – 45
- Камбоджа – 6
- Канада – 8
- Киргизстан – 8
- Китай – 250 Ми-8 и Ми-17
- Колумбия – 10 Ми-17МД
- Коста Рика – неизв. брой
- Куба – 8 Ми-17
- Лаос – 9 Ми-8 и 12 Ми-17
- Латвия – Ми-17
- Литва – 9 Ми-8МТВ
- Мадагаскар – 5
- Малайзия – 2 (още 8 поръчани)
- Малдиви – неизв. брой
- Мали – 1
- Мексико – 11 Ми-8 и 23 Ми-17
- Мианмар – 12
- Мозамбик – 6
- Молдова – 8
- Монголия – 32
- Непал – 2
- Никарагуа – 5 Ми-8 и 15 Ми-17
- Пакистан – 4
- Перу – 14 Ми-17
- Полша – 12 Ми-8 и 3 Ми-17, още 4 Ми-17 са поръчани
- Северна Македония – 6
- Руанда – 3
- Русия – 221 Ми-8МТ, 34 Ми-8МТВ-5, 28 Ми-8АМТШ
- САЩ – неизв. брой, за тренировки
- Северна Корея – 15
- Сиера Леоне – неизв. брой
- Сирия – 55 Ми-8 и 45 Ми-17
- Словакия – 1 Ми-8 и 12 Ми-17
- Судан – 6 – 9
- Сърбия – 15 Ми-8 и 2 Ми-17 + още 2 поръчани Ми-17
- Таджикистан – 14 Ми-8 и Ми-17
- Туркменистан – 8
- Турция – 18
- Уганда – 7 Ми-17
- Узбекистан – неизв. брой
- Украйна – 140 Ми-8 и 100 Ми-17
- Унгария – 20
- Финландия – 2
- Хърватия – 14 Ми-8 и 7 Ми-17, още Ми-17 са поръчани
- Чад – 2 Ми-8 и 2 Ми-17
- Чехия – 37 Ми-17
- Шри Ланка – 10

### Граждански
- Азербайджан
- България
- Виетнам
- Германия
- Естония
- Индия
- Китай
- Кения
- Колумбия
- Куба
- Малта
- Непал
- Нова Зеландия
- Русия
- САЩ
- Сиера Леоне
- Словакия
- Туркменистан
- Република Южна Африка
- Южна Корея

## Тактико-технически характеристики (Ми-8Т)
източник

### Габаритни характеристики
- Екипаж: 3 (пилот, втори пилот и бордови инженер)
- Капацитет:
  - 24 пътници или
  - 12 носилки и място за медик или
  - 3000 кг въоръжение
- Дължина: 18,17 м
- Диаметър на витлото: 21,29 м
- Височина: 5,65 м
- Дискова площ: 356 кв. м
- Тегло—празен: 7260 кг
- Тегло—пълен: 11 100 кг
- Макс. летателно тегло: 12 000 кг
- Силова установка: 2х Климов ТВ3-117МТ, 1950 к.с. всеки
- Макс. горивен капацитет: 3700 л

### Допълнителни характеристики
- Макс. скорост: 260 км/ч
- Далечина на полета: 450 км
- Обсег на полета: 960 км
- Таван на полета: 4500 м

### Въоръжение
- до 1500 кг оръжия на външните гондоли, вкл. 57-мм неуправляеми ракети С-5, ПТУР 3М11 Фаланга или 250 кг бомби